# Vittorio Chesi
Vittorio Emanuele Chesi (IPA: /ˈkezi/; Mantova, 24 gennaio 1916 – Roma, 8 novembre 1991) è stato un giornalista italiano.

## Biografia
Si laureò in economia e commercio all'Università di Bologna nel 1940. Nella città felsinea dal maggio 1942 fu condirettore dell'Architrave, mensile del GUF bolognese, giornale oggetto di sequestro per le sue posizioni critiche verso il regime fascista. Infine insieme al direttore Pio Marsili, fu destituito e condannato al confino.
All'indomani della fine della seconda guerra mondiale, dal 6 maggio 1945, Chesi fu nominato direttore del quotidiano Mantova Libera. Il giornale cessò la pubblicazione il 19 luglio 1946 seguendo i tempi d'esistenza del suo "editore provvisorio", il Comitato di Liberazione Nazionale (CLN). Il 21 luglio riprese l'attività la Gazzetta di Mantova con lo stesso Vittorio Chesi direttore.
La sua carriera di direttore proseguì dall'ottobre 1947 al marzo 1950 alla Sicilia del popolo di Palermo e successivamente dirigendo per quattro anni la sede milanese de Il Popolo, il giornale della Democrazia Cristiana, partito a cui aderiva Vittorio Chesi.
Dal novembre 1954 cominciò la sua attività in radio inizialmente come corrispondente da Londra. Dal 1961, tornato a Roma, fu vice-direttore del Giornale Radio Rai unificato, divenendone direttore per dieci anni a partire dal 21 dicembre 1965.